# Селіяровське сільське поселення
Селія́ровське сільське поселення (рос. Селияровское сельское поселение) — сільське поселення у складі Ханти-Мансійського району Ханти-Мансійського автономного округу Тюменської області Росії.
Адміністративний центр та єдиний населений пункт — село Селіярово.
Населення сільського поселення становить 1997 осіб (2017; 1894 у 2010, 430 у 2002).
Станом на 2002 рік існувала Селіяровська сільська рада (село Селіярово, присілок Довге Плесо). Пізніше присілок Довге Плесо опинився на міжселенній території.